# Pequot Lakes (Minnesota)
Pequot Lakes est une ville américaine située dans le Comté de Crow Wing, dans le Minnesota. Selon le recensement de 2010, sa population est de 2 162 habitants.